# Сетебос (спутник)
Сетебос — один из внешних нерегулярных спутников Урана, имеющий обратное орбитальное вращение.
Сетебос был открыт 18 июля 1999 года Кавеларсом, Глэдманом, Холманом, Пети и Скуллом на CCD-изображениях, полученных на 3.5-м телескопе Канада-Франция-Гавайи на горе Мауна-Кеа вместе с Просперо и Стефано и получил временные обозначения S/1999 U 1 и Уран XIX.
После наблюдений на 5-м Паломарском телескопе в августе 1999 года, а также в мае-июне 2000 года на телескопе Кит Пик и на 2.5-м телескопе Ла Пальма были получены элементы орбиты спутника.
Сетебос назван в честь главного дьявола и покровителя колдуньи Сикораксы в пьесе Уильяма Шекспира «Буря».
Элементы орбиты имеют схожие черты с элементами орбиты Сикораксы и Просперо. Можно сделать предположение об их общем происхождении. Однако это предположение не подтверждает цвет спутника. Он нейтрально-серый визуально (показатель цвета B−V=0,77m, R-V=0,35m), он схож с Просперо, но отличается от Сикораксы (которая имеет чуть красноватый оттенок).